# Wytwórnia Filmowa im. Ołeksandra Dowżenki
Wytwórnia Filmowa im. Ołeksandra Dowżenki (ukr. Кіностудія імені Олександра Довженка, ros. Киностудия имени А. Довженко) – ukraińska, wcześniej radziecka wytwórnia filmowa z siedzibą w Kijowie.
Wraz z Odeską Wytwórnią Filmową, należy do głównych i jedynych państwowych producentów filmowych w kraju.

## Historia
Początki studia sięgają lat 20. XX wieku. W 1925 Ukraińska Wszechzwiązkowa Dyrekcja Filmowa (VUFKU) ogłosiła konkurs na projekt budowy nowoczesnej wytwórni filmowej. Spośród 20 zgłoszonych propozycji wybrano projekt autorstwa Walerego Rykowa, kierującego zespołem studentów Wydziału Architektury Instytutu Sztuk Pięknych w Kijowie. Budowa kompleksu rozpoczęła się w 1927. Było to wówczas największe studio filmowe w Ukraińskiej SRR. Mimo że prace budowlane nie zostały jeszcze ukończone, już w 1928 rozpoczęto produkcję filmową.
Pierwszym filmem wyprodukowanym przez studio był Iwanek i rzeźnik w reżyserii Aksela Lundina, ze zdjęciami A. Meinesa. Prace nad filmem rozpoczęły się 12 października 1927, a zdjęcia realizowano nocami, ponieważ w ciągu dnia trwały prace budowlane.
12 lutego 1926 decyzją Kijowskiego Okręgowego Komitetu Wykonawczego na terenie dzielnicy Szulawśka wyznaczono działkę pod budowę kompleksu. Za najdogodniejszą lokalizację uznano obszar w pobliżu parku Puszkina, dzięki istniejącej infrastrukturze wodociągowej, kanalizacyjnej i elektrycznej. Spośród 20 zgłoszonych propozycji wybrano projekt autorstwa Walerego Rykowa, kierującego zespołem studentów Wydziału Architektury Instytutu Sztuk Pięknych w Kijowie.
W marcu 1927 rozpoczęto budowę największej w ZSRR fabryki filmowej, wzorowanej na rozwiązaniach niemieckich. Na 40-hektarowej działce wzniesiono centralny pawilon zdjęciowy o wymiarach 110 na 40 metrów, umożliwiający jednoczesne kręcenie 24 filmów fabularnych i 12 filmów dokumentalnych.
Pierwsze zdjęcia ruszyły w 1928. Wciąż niedokończony pawilon był wykorzystywany nocą, podczas gdy w dzień trwały prace budowlane. Pierwszym filmem nakręconym w studiu był Wanka i mściciel w reżyserii Aksela Lundina. Jeszcze w tym samym roku zrealizowano także dwa krótkie filmy artystyczno-dokumentalne – Żłobek (reż. M. Kaufman) oraz Jedenasty (reż. D. Wietrow).
Światową sławę studio zawdzięcza przede wszystkim twórczości Ołeksandr Dowżenki. Jego film Ziemia (1930) uznawany jest za jedno z najważniejszych dzieł w historii światowego kina – w 1958 znalazł się wśród 12 najlepszych filmów wszech czasów według ankiety przeprowadzonej na Wystawie Światowej w Brukseli. Do klasyki należą także inne jego filmy: Aerograd (1935) i Szczors (1939).
Na przestrzeni dekad studio stało się miejscem powstawania licznych kultowych produkcji, w tym: Górą dziewczęta (1939), As wywiadu (1947), Dwie sroki za ogon (1962), Królowa stacji benzynowej (1963), Cienie zapomnianych przodków (1965), Ballada o Kowpaku (1974), Zgubiony list (1972), Do walki stają tylko starcy (1974) czy Babilon XX (1979).
Wśród twórców związanych z wytwórnią byli najwybitniejsi reżyserzy kina ukraińskiego: Ołeksandr Dowżenko, Dżiga Wiertow, Iwan Kawaleridze, Igor Sawczenko, Leonid Łukow, Wiktor Iwczenko, Iwan Pyrjew, Michaił Donskoj, Hryhorij Kochan, Tymofij Lewczuk, Siergiej Paradżanow, Wołodymyr Denysenko, Leonid Osyka, Leonid Bykow, Jurij Illenko, Roman Bałajan i inni. Pracowali tu także wybitni scenarzyści (m.in. Mykoła Bażan, Iwan Dracz, Jurij Janowski), operatorzy (m.in. Danyło Demutskyj, Jurij Jekielczyk, Mykoła Topczyj) oraz scenografowie (m.in. Semen Kononczuk, Hanna Nesterowska).
W filmach kręconych w studiu występowali wybitni aktorzy ukraińskiego i radzieckiego kina, m.in. Borys Andriejew, Hnat Jura, Amwrosij Buczma, Natalija Użwij, Nikołaj Grińko, Ałła Diemidowa, Iwan Mykołajczuk, Bohdan Stupka, Borisław Brondukow i wielu innych.
Od 1957 studio nosi imię Ołeksandra Dowżenki. Obecnie jest to przedsiębiorstwo filmowe o pełnej infrastrukturze produkcyjnej, zajmujące powierzchnię 13,5 ha, dysponujące sześcioma pawilonami zdjęciowymi i własną bazą technologiczną. Na terenie kompleksu działa również Muzeum Narodowego Studia Filmowego im. Ołeksandra Dowżenki.
W studio nakręcono ponad 1000 filmów, z czego wiele z nich otrzymało krajowe oraz międzynarodowe nagrody.